# Quinta da Graça
Quinta da Graça ist ein Ort im Distrikt Mé-Zóchi auf der Insel São Tomé im Inselstaat São Tomé und Príncipe. 2012 wurden 58 Einwohner gezählt.

## Geographie
Der Ort liegt auf einer Höhe von ca. 650 m im Gebiet von Monte Cafe, etwa zwei Kilometer von Batepá entfernt.